# Eurybia coronata
Eurybia coronata är en fjärilsart som beskrevs av Hans Ferdinand Emil Julius Stichel 1926. Eurybia coronata ingår i släktet Eurybia och familjen Riodinidae. Inga underarter finns listade i Catalogue of Life.